# Heinz Herrmannsdörfer
Heinz Herrmannsdörfer (* 31. Mai 1923 in Kempten (Allgäu); † 20. August 1999) war ein deutscher Musiker, Komponist und Arrangeur.

## Leben
Heinz Herrmannsdörfer wurde in Memmingen in Klavier unterrichtet. Am Augsburger Konservatorium wurde er dann auf seinem Hauptinstrument Posaune ausgebildet. Nach dem Zweiten Weltkrieg spielte er in amerikanischen Clubs, bis er 1951 zum Orchester Ernst Jäger kam. 1952 wurde er Musiker bei Kurt Edelhagen und spielte dann ab 1957 im Orchester Eddie Sauter. Von 1959 bis 1985 war er als Posaunist im Südwestfunk-Tanzorchester und spielte in dieser Zeit auch bei Rolf Schneebiegl und seinen Original Schwarzwaldmusikanten. 1978 kam Heinz Herrmannsdörfer zu den Original Egerländer Musikanten. Er dirigierte in seiner Heimatstadt Gernsbach von 1976 bis 1991 und nochmals 1995 die Stadtkapelle. 1979 nahm er mit ihr die LP Blasmusik aus Gernsbach auf.

## Werke (Auszug)
- Montana-Marsch
- Glückliche Reise
- Bayerische Musikparade
- Altstadtfestlied